# 明日は晴れる!
「明日は晴れる!」（あしたははれる）は、荻野目洋子の35枚目のシングル。1995年8月23日にビクターエンタテインメントよりリリースされた。

## 解説
- フジテレビ系「HEY!HEY!HEY! MUSIC CHAMP」エンディングテーマ。
- 荻野目洋子がパーソナリティを務めたTOKYO FMのラジオ番組「マイ ライフ ミュージック」でもオープニング等で度々使用されていた。

## 収録曲
1. 明日は晴れる!
  - 作詞：渡辺なつみ / 作曲・編曲：織田哲郎
2. HEARTBREAKER
  - 作詞：空野よう / 作曲：織田哲郎 / 編曲：松井寛